# Peperomia muelleri
Peperomia muelleri är en pepparväxtart som beskrevs av C. Dc.. Peperomia muelleri ingår i släktet peperomior, och familjen pepparväxter. Inga underarter finns listade i Catalogue of Life.